# Борн (Горња Лоара)
Борн (фр. Borne) насеље је и општина у централној Француској у региону Оверња, у департману Горња Лоара која припада префектури Пиј ан Веле.
По подацима из 2011. године у општини је живело 425 становника, а густина насељености је износила 77,55 становника/km². Општина се простире на површини од 5,48 km². Налази се на средњој надморској висини од 745 метара (максималној 885 m, а минималној 720 m).

## Демографија
| 1962. | 1968. | 1975. | 1982. | 1990. | 1999. | 2011. |
| ----- | ----- | ----- | ----- | ----- | ----- | ----- |
| 248   | 275   | 284   | 271   | 302   | 352   | 425   |

График промене броја становника у току последњих година